# Karabakır
Karabakır (türkisch für schwarzes Kupfer) ist ein Dorf (Köy) im Landkreis Hozat der türkischen Provinz Tunceli. Im Jahr 2011 hatte Karabakır 154 Einwohner.
Der ursprüngliche Name der Ortschaft lautete Bargini.